# Episodi di Veronica Mars (seconda stagione)
La seconda stagione della serie televisiva Veronica Mars è composta da 22 episodi ed è stata trasmessa negli Stati Uniti dal 28 settembre 2005 al 9 maggio 2006 da UPN.
In Italia è andata in onda su Italia 1 dal 9 giugno 2006 al 10 luglio 2006.
| nº | Titolo originale                     | Titolo italiano             | Prima TV USA      | Prima TV Italia |
| -- | ------------------------------------ | --------------------------- | ----------------- | --------------- |
| 1  | Normal is the watchword              | Normalità                   | 28 settembre 2005 | 9 giugno 2006   |
| 2  | Driver Ed                            | L'autista                   | 5 ottobre 2005    | 12 giugno 2006  |
| 3  | Cheatty cheatty bang bang            | Tradimenti                  | 12 ottobre 2005   | 13 giugno 2006  |
| 4  | Green-eyed monster                   | Il mostro dagli occhi verdi | 19 ottobre 2005   | 14 giugno 2006  |
| 5  | Blast from the past                  | Visita dal passato          | 26 ottobre 2005   | 15 giugno 2006  |
| 6  | Rat saw God                          | Verso la luce               | 9 novembre 2005   | 16 giugno 2006  |
| 7  | Nobody puts baby in a corner         | Il castigo di un bimbo      | 16 novembre 2005  | 19 giugno 2006  |
| 8  | Ahoy, Mateys!                        | Cattiverie alla radio       | 23 novembre 2005  | 20 giugno 2006  |
| 9  | My mother, the fiend                 | Abbandonata                 | 30 novembre 2005  | 21 giugno 2006  |
| 10 | One angry Veronica                   | Il verdetto                 | 7 dicembre 2005   | 22 giugno 2006  |
| 11 | Donut run                            | Il rapimento                | 25 gennaio 2006   | 23 giugno 2006  |
| 12 | Rashard & Wallace go to white castle | La svolta                   | 1º febbraio 2006  | 26 giugno 2006  |
| 13 | Ain't no magic mountain high enough  | La gita finale              | 8 febbraio 2006   | 27 giugno 2006  |
| 14 | Versatile toppings                   | La lista segreta            | 15 marzo 2006     | 28 giugno 2006  |
| 15 | The quick and the wed                | La sposa in fuga            | 22 marzo 2006     | 29 giugno 2006  |
| 16 | The rapes of Graff                   | L'amico del college         | 29 marzo 2006     | 30 giugno 2006  |
| 17 | Plan B                               | Piano B                     | 5 aprile 2006     | 3 luglio 2006   |
| 18 | I am God                             | Incubi ricorrenti           | 11 aprile 2006    | 4 luglio 2006   |
| 19 | Nevermind the buttocks               | L'auto assassina            | 18 aprile 2006    | 5 luglio 2006   |
| 20 | Look who's stalking                  | Guardarsi alle spalle       | 25 aprile 2006    | 6 luglio 2006   |
| 21 | Happy go Lucky                       | Lo spensierato              | 2 maggio 2006     | 7 luglio 2006   |
| 22 | Not pictured                         | Nessuna foto                | 9 maggio 2006     | 10 luglio 2006  |

## Normalità
- Titolo originale: Normal Is the Watchword
- Diretto da: John Kretchmer
- Scritto da: Rob Thomas

### Trama
Inizia l'ultimo anno di liceo per Veronica, che dopo aver scoperto l'assassino di Lily Kane, fa di nuovo parte degli 09 (il gruppo dei ricchi della scuola) e così decide di non investigare più, visto che il fatto in passato le aveva procurato dei problemi, ma di lavorare in un bar, ma quando Wallace viene cacciato dalla squadra di basket per non aver superato il test antidroga, Veronica torna al suo vecchio hobby: l'investigazione. La ragazza riesce a risolvere con successo il suo primo caso smascherando un complotto tra diversi ricchi genitori per far sì che i loro figli potessero ricoprire ruoli importanti nelle diverse discipline sportive; ciò sarebbe potuto accadere solo falsificando i test antidroga e facendo quindi in modo che gli attuali titolari venissero espulsi. Durante l'investigazione, Veronica ripercorre la sua relazione con Logan rimasta intatta durante l'estate a causa dell'accusa di assassinio rivolta a Logan. Prova inoltre a chiarirsi con Meg, sua amica durante l'anno scolastico precedente, ma ora è arrabbiata con lei perché pensa che Duncan l'abbia lasciata, in modo tale da potersi fidanzare con Veronica dopo la rottura tra la ragazza e Logan.
Infine, Veronica partecipa ad una visita d'istruzione con molti compagni di classe e durante una sosta viene distratta dal fantasma di Lilly Kane. Come risultato, Veronica viene lasciata all'autogrill, perché non si accorge della partenza del bus, essendo intenta a litigare con Weevil riguardo all'omicidio di un membro della sua banda causato da Logan, omicidio per il quale Logan era stato condannato durante l'estate e Veronica gli era rimasta vicina. Ben presto si scopre che per Veronica è stata una fortuna seguire il fantasma di Lilly infatti dopo essere riuscita ad ottenere un passaggio da Weevil. I due sulla strada di ritorno scoprono che il bus, nel quale vi erano Meg e altri compagni della ragazza, è caduto da una scogliera finendo nell'oceano. Nessuno si è salvato tranne la stessa Meg.
- Guest star: Charisma Carpenter (Kendall Casablancas)
- Altri interpreti: Jeffrey Sams (Terrence Cook), Alona Tal (Meg Manning), Max Greenfield (Leo D'Amato), Charles Duckworth (Kelvin Moore), Krysten Ritter (Gia Goodman), Steve Guttenberg (Woody Goodman), Naima Mora (Ms. Dumas, insegnante di giornalismo)
- Nota: Il "fantasma" di Lilly che appare brevemente nell'episodio è un effetto riutilizzato dell'episodio Il mistero dei Kane. Amanda Seyfried non ha girato infatti alcuna scena per l'episodio Normalità e non è citata tra le guest star dell'episodio.

## L'autista
- Titolo originale: Driver Ed
- Diretto da: Nick Marck
- Scritto da: Diane Ruggiero

### Trama
Le ripercussioni dell'incidente dell'autobus arrivano con Jessie Doyle, la figlia di Ed Doyle, l'autista dell'autobus. Jessie chiede a Veronica di provare che il padre non si è suicidato facendo precipitare deliberatamente l'autobus dalla scogliera. Wallace inoltre conosce Jackie Cook, la nuova viziata ragazza e decide di fare una piccola investigazione sulla ragazza.
Alla fine dell'episodio viene trovato un cadavere sulla spiaggia. Lo sceriffo cercando informazioni sull'uomo, scopre sulla mano sinistra una scritta: "Veronica Mars".
L'unica sopravvissuta all'incidente è Meg che si trova però in coma. Ed, l'autista, ha avuto problemi con la depressione, così lo sceriffo Lamb è portato a pensare ad un suicidio. Veronica cerca di provare che stava lasciando la moglie, ma lo sceriffo non l'ascolta e chiude il caso. Dopo aver visto che Lamb si rifiuta di ascoltare l'appello di Jessie Doyle a riaprire il caso, Keith accetta di candidarsi come sceriffo alle prossime elezioni.
- Guest star: Charisma Carpenter (Kendall Casablancas)
- Altri interpreti: Kevin Smith (Duane Anders), Jeffrey Sams (Terrence Cook), Michael Muhney (Don Lamb), David Starzyk (Richard Casablancas), Ari Graynor (Jesse Doyle), Gregory Thirloway (Jeff Cotter), Kristin Dattillo (Carla Cotter), Steve Guttenberg (Woody Goodman)

## Tradimenti
- Titolo originale: Cheatty cheatty bang bang
- Diretto da: John Kretchmer
- Scritto da: Phil Klemmer e John Enbom

### Trama
Cassidy sospetta che la sua nuova matrigna, Kendall, stia tradendo suo padre, così ingaggia Veronica per scoprire la verità. Quello che la ragazza trova è però che il padre di Cassidy sta imbrogliando i suoi investitori riguardo alle sue proprietà alberghiere. Nel frattempo, Keith e Alicia si recano a Chicago, dove li attende una sorpresa. La sorpresa maggiore è comunque quella di Veronica, convocata dallo sceriffo Lamb per parlare del cadavere trovato sulla spiaggia con "Veronica Mars" scritto sulla mano.
A Chicago un uomo chiama Alicia "Cher" e "Cheri". Il cadavere ritrovato sulla spiaggia è David "Curly" Moran, l'addetto degli stuntman nel primo film di Aaron Echolls, Sulla cresta dell'onda. Cassidy trova delle foto scattate da Veronica di Logan e Kendall insieme e le mostra a suo padre, Big Dick. In tutta risposta Big Dick dà l'ordine a tutti i suoi impiegati di distruggere tutti i documenti presenti nell'ufficio perché la loro frode è stata scoperta.
- Guest star: Charisma Carpenter (Kendall Casablancas)
- Altri interpreti: Michael Muhney (Don Lamb), Erica Gimpel (Alicia Fennel), David Starzyk (Richard Casablancas), Michael Kostroff (Samuel Pope), Cress Williams (Nathan Woods)

## Il mostro dagli occhi verdi
- Titolo originale: Green-eyed monster
- Diretto da: Jason Bloom
- Scritto da: Dayna Lynne North

### Trama
Una donna assume Veronica per investigare sul suo futuro fidanzato, ma scopre che tutte le sue paure erano infondate. Nel frattempo, la sorella di Meg, Lizzie, porta e Veronica e Duncan il portatile di Meg per cancellare tutti i documenti che potrebbero essere scoperti dai genitori. Infine si scopre che l'uomo che a Chicago aveva chiamato Alicia "Cher" è Nathan Woods, un poliziotto di Chicago, che rivela a Wallace di essere suo padre. Veronica chiede a Weevil informazioni riguardo ad un suo orecchino trovato dal dipartimento di polizia. Weevil riceve una chiamata anonima che lo informa della responsabilità di "Curly" Moran dell'incidente del bus. Veronica scopre che la telefonata arriva da casa Echolls, ma che è stata fatta durante un party organizzato da Logan. Lizzie porta a Duncan il portatile di Meg per cancellare tutti i file personali di Meg, Veronica chiede così aiuto a Mac. Keith scopre che l'uomo di Chicago è Carl Morgan, conosciuto come Nathan Woods, un poliziotto di Chicago, ex-marito di Alicia e padre biologico di Wallace.
- Altri interpreti: Erica Gimpel (Alicia Fennel), Michael Muhney (Don Lamb), Cress Williams (Nathan Woods), Laura Bell Bundy (Julie Bloch), Michael E. Rodgers (Patrick Nevin), Geoff Pierson (Stewart Manning), Tina Majorino (Cindy "Mac" Mackenzie), Katie Mitchell (Rose Manning), Anastasia Baranova (Lizzie Manning)

## Visita dal passato
- Titolo originale: Blast from the past
- Diretto da: Harry Winer
- Scritto da: Phil Klemmer e Cathy Belben

### Trama
Wallace si confronta con sua madre riguardo a Nathan Woods, il suo padre biologico. Jackie chiede a Veronica aiuto per scoprire chi ha rubato la sua carta di credito. Veronica finisce così a partecipare ad un programma televisivo di una sensitiva durante il quale viene pubblicamente umiliata a causa di Jackie. Ciò causa una serie di reazioni a catena che portano Wallace a lasciare la città con suo padre.
Veronica mette una cimice nell'ufficio dello sceriffo Lamb e scopre che lo sceriffo sta minacciando Terrence Cook, il quale ha alti debiti di gioco. Scopre inoltre un messaggio vocale lasciato da una ragazza presente sull'autobus durante l'incidente. Dopo averlo fatto ascoltare al padre, i due capiscono che il rumore che si sente poco prima dello schianto è quello di un'esplosione. Keith decide di non rendere pubblico il messaggio, nonostante ciò significhi mettere a rischio la sua candidatura, e mostrarlo invece allo sceriffo.
- Altri interpreti: Jeffrey Sams (Terrence Cook), Michael Muhney (Don Lamb), Erica Gimpel (Alicia Fennel), Cress Williams (Nathan Woods), Claire Titelman (Mandy), Dana Davis (Cora Briggs), Christine Estabrook (Madame Sophie)

## Verso la luce
- Titolo originale: Rat saw God
- Diretto da: Kevin Bray
- Scritto da: John Enbom e Phil Klemmer

### Trama
A Veronica viene chiesto aiuto dall'ultima persona che avrebbe pensato: Abel Koontz. Sua figlia, Amelia DeLongpre, è scomparsa e Abel la vuole vedere prima di morire, così Veronica cerca di rintracciare la ragazza. Ciò porta ad una scoperta sorprendente che costringe Veronica ad allearsi con Clarence Wiedman per far luce sulla verità. Inoltre Logan e suo padre hanno una conversazione in prigione prima che Keith arrivi per parlare con Aaron di Veronica.
Keith perde di nuovo le elezioni per diventare sceriffo contro Lamb. Spunta un testimone dell'assassinio di Felix e Logan viene così arrestato. Il cancro allo stomaco di Abel Koontz sembra portarlo definitivamente verso la morte. Amelia DeLongpre una settimana prima si trovava a Neptune, davanti alla Kane Software. Il suo ragazzo voleva che Amelia chiedesse altri soldi a Clarence Wiedman in cambio del silenzio. Veronica rintraccia Amelia in un motel in California e scopre il suo cadavere nella macchina del ghiaccio pochi secondi prima di essere raggiunta da Clarence Wiedman. I due sono così costretti ad investigare insieme per far luce sulla verità. Il ragazzo di Amelia ha usato i soldi (marchiati) a Las Vegas così Wiedman si reca da lui probabilmente per ucciderlo. Keith fa visita ad Aaron e informa l'uomo del fatto che se a Veronica verrà torto un solo capello, sarà Aaron a pagare.
Infine Keith riesce ad entrare nell'area del dipartimento dove viene tenuto l'autobus incidentato e scopre un ratto morto sotto un sedile.
- Guest star: Joss Whedon (Douglas)
- Altri interpreti: Harry Hamlin (Aaron Echolls), Michael Muhney (Don Lamb), Krysten Ritter (Gia Goodman), Daran Norris (Cliff McCormack), Rick Peters (Tom Griffith), Christian Clemenson (Abel Koontz), Christopher B. Duncan (Clarence Wiedman), Tracey Walter (Manager)

## Il castigo di un bimbo
- Titolo originale: Nobody puts baby in a corner
- Diretto da: Nick Marck
- Scritto da: Diane Ruggiero

### Trama
Duncan finalmente apre i file di Meg e dice a Veronica che Meg scambiava email con il servizio di protezione dei bambini - uno dei bambini al quale faceva da baby-sitter Meg subiva violenze psicologiche. Veronica prova a scoprire chi è il bambino al quale faceva da baby-sitter Meg, ma la verità è più scioccante di quanto pensasse.
Il testimone dell'assassinio di Felix è il Dr. Tom Griffith, un chirurgo plastico. Logan chiede a Veronica di provare che Griffith sta mentendo sul fatto che quella notte si trovasse sul ponte. Woody Goodman parla a Keith dei suoi piani per Neptune, piano che riguardano anche la parte ricca della città. La madre biologica di Dick e Beaver consiglia i figli su cosa fare del fondo fiduciario lasciato loro dal padre. Duncan trova una lettera nel condotto dell'aria della camera di Meg e la mette in tasca senza che Veronica lo scopra. La bambina sulla quale si abusa psicologicamente è Grace Manning, la sorella minore di Meg, i cui genitori la rinchiudono in uno sgabuzzino del suo armadio e la obbligano a riempire interi quaderni con la frase "La strada di Dio è pavimentata di onestà". Veronica e Duncan trovano Grace, ma vengono sorpresi da Stewart Manning che chiama lo sceriffo Lamb. Lamb arresta Veronica e Duncan e dopo averli condotti in macchina rientra in casa Manning. Mentre parla con il signor Manning, lo sceriffo Lamb fa un'allusione al fatto che suo padre ha abusato di lui; questa è probabilmente la ragione per cui, svoltato l'angolo di casa Manning, lascia andare Duncan e Veronica. È questa una delle poche volte che lo sceriffo prende sul serio Veronica quando gli mostra un caso. Quando l'arresta lo sceriffo si protende verso Veronica per sussurrargli qualcosa all'orecchio. La ragazza gli rivela poi dove trovare la stanza segreta dove veniva segregata Grace.
- Guest star: Charisma Carpenter (Kendall Casablancas)
- Altri interpreti: Michael Muhney (Don Lamb), Krysten Ritter (Gia Goodman), Rick Peters (Tom Griffith), Geoff Pierson (Stewart Manning), Kari Coleman (Deborah Hauser), Kate McNeil (Betina Casablancas), Lisa Long (Jessica Fuller), Katie Mitchell (Rose Manning), Michael Kostroff (Samuel Pope), Steve Guttenberg (Woody Goodman)

## Cattiverie alla radio
- Titolo originale: Ahoy, Mateys!
- Diretto da: Steve Gomer
- Scritto da: John Enbom e Cathy Belben

### Trama
Mentre Duncan sogna Meg ed è indeciso se leggere o no la lettera trovata nel condotto d'aria della camera di Meg, Veronica aiuta suo padre a trovare chi sta tormentando con scherzi crudeli la famiglia Oliveresm, il cui figlio Marcos è rimasto ucciso nell'incidente dell'autobus. Quest'indagine porta Veronica a scoprire la radio pirata "Ahoy, Mateys!". Veronica cerca di aiutare Logan a trovare informazioni sul Dr. Tom Griffith. Si reca così da Danny Boyd, le cui ferite in seguito ad una rissa in un base sono state cucite dal Dr. Griffith. Durante la sua visita al bar, Veronica scopre che il Dr. Griffith è un amico dei Fitzpatricks. Liam Fitzpatrick assale Veronica e cerca di ferirla fino all'intervento di Logan che lo minaccia con una pistola. È quindi l'ennesima volta che Logan salva Veronica dal pericolo. Thumper, uno dei PCH, dice a Weevil che le ultime persone sul ponte con Felix vivo erano Hector e Bootsy. Due PCH catturano Logan e gli puntano una pistola alla testa per costringerlo a confessare dell'assassinio di Felix. Ma Logan risponde che non ne sa niente. Dopo che i PCH si sono sbarazzati di Logan, il ragazzo scopre che dietro al suo rapimento e a quella minaccia si trova Weevil.
- Altri interpreti: Alona Tal (Meg Manning), Tina Majorino (Cindy "Mac" Mackenzie), James Molina (Eduardo "Thumper" Orozco), David Barrera (Carlos Oliveres), Tayler Sheridan (Danny Boyd), Rod Rowland (Liam Fitzpatrick), John Bennett Perry (Alan Moorehead), Bradford Anderson (Ryan), Annie Campbell (Molly Fitzpatrick)

## Abbandonata
- Titolo originale: My mother, the fiend
- Diretto da: Nick Marck
- Scritto da: Phil Klemmer e Dayna Lynne North

### Trama
Quando Clemmons ordina a Veronica di riordinare l'archivio per punizione, la ragazza non sa che vi troverà qualcosa su cui investigare: un misterioso resoconto riguardo a sua madre, soprannominata "malvagia bugiarda". Veronica scopre che qualcuno aveva dato alla luce un neonato a scuola. La ragazza vuole così scoprire se sua madre era una traditrice o un'amica. Mary Mooney, la donna sorda della mensa, aveva avuto una relazione ai tempi del liceo con il futuro vicepreside Moorehead. Mary aveva rivelato a Lianne Reynolds di essere incinta e Lianne aveva chiesto un consiglio a Deborah Philipina Hauser (un'attuale insegnante di Veronica) che aveva diffuso la notizia in tutta la scuola. Lianne aveva allora detto di essersi inventata tutto per proteggere Mary, che aveva lasciato la neonata (che diventerà poi Trina Echolls) sulla porta di Moorehead. Fu poi lo stesso Moorehead che lasciò la bambina nel bagno delle ragazze durante il ballo scolastico.
Logan e gli altri 09ers picchiano Weevil e vendono il video all'asta. Più tardi Weevil rivela a Logan di non credere che sia lui l'assassino di Felix, così i due decidono di lavorare insieme. I due devono stare molto attenti a salvare le apparenze e tenere così la loro collaborazione segreta.
Keith parla a Veronica del topo morto trovato sull'autobus e la ragazza comincia a pensare che sia un messaggio per lei.
Veronica viene chiamata dall'ospedale per ritirare gli effetti personali di Abel Koontz. Mentre si trova lì decide di andare a far visita a Meg e scopre che la ragazza è visibilmente incinta. Dopo che Veronica ha lasciato la stanza, Meg apre gli occhi.
- Guest star: Alyson Hannigan (Trina Echolls), Charisma Carpenter (Kendall Casablancas)
- Altri interpreti: Alona Tal (Meg Manning), Duane Daniels (Van Clemmons), Tina Majorino (Cindy "Mac" Mackenzie), Lisa Thornhill (Celeste Kane), Kari Coleman (Deborah Hauser), John Bennett Perry (Alan Moorehead)

## Il verdetto
- Titolo originale: One angry Veronica
- Diretto da: John Kretchmer
- Scritto da: Russell Smith

### Trama
Mentre Meg si risveglia dal coma, Veronica è chiamata a far parte della giuria per un processo. Nominata presidentessa della giuria, Veronica si trova a dover deliberare su un caso che vede coinvolti due 09ers che hanno picchiato una prostituta. Un caso apparentemente semplice, ma che si complica andando a scavare in fondo. Nel frattempo, Keith investiga sulla scomparsa dei video di Lilly Kane e Aaron Echolls. I video sono stati rubati da Leo D'amato che ha bisogno di soldi a causa della sorella affetta dalla sindrome di Down. Invece di venderli ai giornali scandalistici, Leo li vende a Logan che li distrugge. Duncan decide di aprire la lettera che ha trovato nella camera di Meg. La lettera è della zia della ragazza; i piani di Meg, fino all'incidente, erano di andare dalla zia a partorire il bambino. Meg, risvegliata, si chiarisce con Veronica e le chiede di prometterle che se le accadrà qualcosa, non lascerà che siano i suoi genitori a prendere il controllo del bambino. Alla fine dell'episodio, Meg muore a causa di un grumo di sangue, ma la sua bambina è salva e Veronica festeggia l'inizio del nuovo anno con Wallace al suo fianco.
- Altri interpreti: Alona Tal (Meg Manning), Michael Muhney (Don Lamb), Max Greenfield (Leo D'Amato), Robert Curtis Brown (Capitano dell'industria), Ivonne Coll (Nonna che lavora a maglia), Robert Maschio (Madison Harwell), James Molina (Eduardo "Thumper" Orozco), Steve Rankin (Lloyd Blankenship), Steve Guttenberg (Woody Goodman)

## Il rapimento
- Titolo originale: Donut run
- Diretto da: Rob Thomas
- Scritto da: Rob Thomas

### Trama
Duncan rapisce la figlia di Meg (i suoi genitori l'avevano chiamata Faith, ma Duncan la chiamerà Lilly) e scappa non solo creando problemi a Veronica, ma coinvolgendo anche l'FBI. Veronica sembra collaborare con le indagini, ma in realtà sta aiutando Duncan a lasciare lo stato. Astrid, che sta aiutando Veronica e Duncan, usa la carta di credito di Veronica in Messico per depistare le indagini e mandare così lo sceriffo Lamb nel posto sbagliato. Quando Keith lo scopre, dice a Veronica di non potersi più fidare di lei. Weevil e Logan stanno ancora lavorando insieme. Essi pensano che uno dei PCHers abbia ucciso Felix e sia in affari con i Fitzpatricks, così creano una messa in scena per fare uscire allo scoperto il colpevole, ma il piano fallisce. Weevil riesce comunque a scoprire che Felix usciva con Molly Fitzpatricks.
Wallace lascia Chicago perché coinvolto in un incidente d'auto durante il quale è morto un barbone. Un giornalista del Chicago Statesman riesce però a trovarlo.
- Guest star: Charisma Carpenter (Kendall Casablancas)
- Altri interpreti: Lucy Lawless (Morris), Michael Muhney (Don Lamb), Ken Marino (Vinnie Van Lowe), Lisa Thornhill (Celeste Kane), Daran Norris (Cliff McCormack), Kevin Sheridan (Sean Friedrich), James Molina (Eduardo "Thumper" Orozco)

## La svolta
- Titolo originale: Rashard & Wallace go to white castle
- Diretto da: John Kretchmer
- Scritto da: John Enbom

### Trama
Quando Wallace racconta del colpisci-e-fuggi di Rashard, Rashard e suo zio fanno ricadere la colpa su Wallace testimoniando che era il ragazzo alla guida dell'auto. Veronica decide così di provare che Wallace è innocente con un aiuto interno al dipartimento dello sceriffo e quello di Jackie Cook che vuole rientrare nella vita di Wallace. Nel frattempo, Veronica mette una microspia nel confessionale della chiesa di Padre Patrick Fitzpatrick e mostra il video a Weevil. Il video rivela che Thumper, uno dei PCHers, prende la droga che Liam Fitzpatrick gli aveva lasciato. Weevil si confronta così con Thumper, ma il ragazzo organizza un colpo contro Weevil, quando rivela agli altri che Weevil e Logan stanno lavorando insieme - il fratello di Hector lavora al Neptune Grand e ha visto Weevil uscire dalla camera di Logan. I PChers picchiano Weevil e Thumper ordina a Hector di buttare la moto di Weevil nell'oceano. Infine Terrence Cook, il padre di Jackie, viene interrogato sull'incidente del bus della scuola. Keith ruba però i video delle interrogazioni riguardanti l'incidente. Durante gli interrogatori, Dick e Cassidy rivelano a Lamb che loro padre conosceva David "Curly" Moran come meccanico. Dick rivela inoltre che sul bus vi era uno strano odore, ed è per questo che alcuni sono tornati in limousine. Gia Goodman rivela a Lamb che suo padre, Woody Goodman, le aveva detto di non prendere assolutamente il bus. Keith rivela a Veronica che il ratto morto era posizionato sotto i sedili dell'autobus per fare in modo che gli 09ers non prendessero il bus. Veronica continua però a pensare che sia indirizzato a lei.
- Altri interpreti: Michael Muhney (Don Lamb), Krysten Ritter (Gia Goodman), Daran Norris (Cliff McCormack), James Molina (Eduardo "Thumper" Orozco), Annie Campbell (Molly Fitzpatrick), Cress Williams (Nathan Woods), B.J. Britt (Rashard Rucker), Sterling Macer, Jr. (Monte Rucker), James Joseph O'Neil (Patrick Fitzpatrick), Rod Rowland (Liam Fitzpatrick)

## La gita finale
- Titolo originale: Ain't no magic mountain high enough
- Diretto da: Guy Norman Bee
- Scritto da: Diane Ruggero

### Trama
Al Winter Carnival, qualcuno ruba i soldi per la gita degli alunni dell'ultimo anno sotto il naso di Veronica. Ms. Hauser incolpa Jackie che è ostracizzata perché suo padre è stato interrogato riguardo all'incidente dell'autobus. Veronica riesce però a scoprire il vero colpevole risolvendo lungo il cammino di investigazione il misero dell'ausiliario.
Lo sceriffo Lamb pensa che Terrence Cook abbia impiantato un dispositivo esplosivo sotto l'autobus e l'abbia fatto detonare con il cellulare. Terrence chiede aiuto a Keith per provare che non è stato lui a far saltare in aria il bus. Terrence ammette di aver avuto una relazione con l'insegnante di giornalismo, Ms. Dumas, e di aver dei debiti di gioco per milioni di dollari. Due Fitzpatricks sono andati a casa di Terrence per parlargli riguardo ai suoi debiti e Ms. Dumas. La donna gli aveva detto che voleva che la loro relazione diventasse pubblica se non voleva che finisse. Logan intanto incontra Hannah e ci comincia ad uscire. Veronica trova un tagliere in legno con dei numeri nell'armadietto di Thumper e ne fa una copia in quanto crede che lì si celi un codice relativo ai clienti che acquistano droga dallo stesso, che lavora per i Fitzpatrick.
- Altri interpreti: Jeffrey Sams (Terrence Cook), Tina Majorino (Cindy "Mac" Mackenzie), Kari Coleman (Deborah Hauser), Jessy Schram (Hannah Griffith), Jake Sandvig (J.B. Riley), Dana Davis (Cora Briggs), James Molina (Eduardo "Thumper" Orozco), Rick Peters (Tom Griffith)

## La lista segreta
- Titolo originale: Versatile toppings
- Diretto da: Sarah Pia Anderson
- Scritto da: Phil Klemmer

### Trama
Veronica deve risolvere due misteri simultaneamente: chi sta aggredendo i ragazzi della pizza e chi sta minacciando gli studenti gay della Neptune High. La ragazza pensa si tratti dello stesso colpevole, ma non è così. Durante l'investigazione riguardo alle minacce agli studenti gay, Veronica scopre un importante indizio che sarà svelato con maggior senso alla fine della stagione: viene menzionato il fatto che Peter Ferrer era un membro di un forum e uno degli ultimi messaggi lasciati riguardava un grande "evento" che sarebbe avvenuto a Neptune.
Logan dice al Dr. Griffith che se vuole che lui stia lontana dalla figlia Hannah, Griffith dovrà ritirare la sua testimonianza. Il padre di Hannah le dice cosa ha "visto" fare a Logan sul ponte. Logan le rivela però che suo padre sta mentendo per i Fitzpatricks e la implora di "guardarsi intorno in casa". Hannah trova della cocaina nel bagno e un numero notevole di telefonate a e da i Fitzpatricks e The River Styx.
Keith scopre che Terrence Cook si trovava al Seven Rivers Casino al momento dell'incidente e non avrebbe potuto usare il cellulare poiché il raggio è bloccato. Keith rivela queste informazioni a Lamb e prova a minacciarlo facendogli sapere delle minacce di Lamb rivolte a Terrence. Lamb non crede di essere quello che ci perderebbe di più se uscissero pubblicamente quelle conversazioni e non decide così di assolvere Terrence.
Alla fine dell'episodio Veronica trova degli esplosivi e dei detonatori nel garage di Terrence usato per tenere le sue numerose automobili.
- Guest star: Kristin Cavallari (Kylie Marker)
- Altri interpreti: Jeffrey Sams (Terrence Cook), Michael Muhney (Don Lamb), Jessy Schram (Hannah Griffith), Tina Majorino (Cindy "Mac" Mackenzie), Rick Peters (Tom Griffith), Lucas Grabeel (Kelly Kuzio), Bradford Anderson (Ryan), Natalia Baron (Carmen Ruiz), Gil Birmingham (Leonard Lobo)

## La sposa in fuga
- Titolo originale: The quick and the wed
- Diretto da: Rick Rosenthal
- Scritto da: John Serge

### Trama
Mentre Veronica cerca una futura sposa scomparsa misteriosamente, Lamb emana un mandato di arresto per Terrance, accusato dell'assassinio degli otto ragazzi sullo scuolabus. Keith decide allora di indagare sull'esplosivo trovato da Veronica nel garage di Terrance e scopre che un meccanico si reca a lucidare tutte le automobili una volta al mese. L'esplosivo sarebbe dovuto quindi essere stato trovato dal meccanico durante la sua ultima visita, ma l'uomo nega di averlo visto quindi i detonatori devono essere stati messi da qualcuno successivamente per incastrare Terrence.
Kendall fa visita ad Aaron Echolls in prigione per chiedergli di investire nella Phoenix Land Trust. Aaron accetta di investire i suoi soldi solo se Kendall prenderà dei capelli di Duncan dalla doccia del Neptune Grand.
Il padre di Ms. Dumass spara a Terrance mentre questo sta cercando di entrare in casa.
Il padre di Hannah, il Dr. Griffith, accetta di far cadere la sua testimonianza se Logan promette di stare lontano da Hannah. L'accusa di omicidio contro Logan così cade.
- Guest star: Charisma Carpenter (Kendall Casablancas)
- Altri interpreti: Harry Hamlin (Aaron Echolls), Michael Muhney (Don Lamb), Daran Norris (Cliff McCormack), Ken Marino (Vinnie Van Lowe), Michael Kostroff (Samuel Pope), Rick Peters (Tom Griffith), Jessy Schram (Hannah Griffith), Virginia Williams (Heidi Kuhne), Stacy Edwards (Stephanie Denenberg)

## L'amico del college
- Titolo originale: The rapes of Graff
- Diretto da: Michael Fields
- Scritto da: John Enbom

### Trama
Durante una visita all'Hearst College, Veronica incontra una sua vecchia fiamma, Troy Vandergraff. Troy viene accusato di aver stuprato una sua compagna di classe e di averla in seguito rasata a zero. Veronica prende le difese di Troy e durante l'investigazione scopre l'esistenza di un gruppo di fratellanza di ragazzi del college ossessionati dal sesso e che lo stupratore (Che Veronica non riesce a catturare alla fine dell'episodio) seguiva le vittime nel campus per scegliere le sue prede.
Nel frattempo, Keith cerca la valigetta di Cliff McCormack. Tale ricerca porta Keith a scoprire della relazione segreta tra lo sceriffo Lamb e la compagna di scuola di Veronica Madison Sinclair. Keith riesce a scoprire che la valigetta di Cliff è stata rubata da una prostituta mandata da Aaron Echolls per sedurre Cliff e rubare così i documenti del processo per l'assassinio di Lilly Kane e riuscire ad incastrare Duncan Kane.
Logan non rispetta il suo accordo col Dr. Griffith che lo sorprende a letto con Hannah. Come conseguenza Hannah viene trasferita in un'altra scuola.
Infine si scopre che Danny Boyd, il cugino di Liam Fitzpatrick, lavora alla costruzione dello Shark Stadium. Ha avuto quindi facile accesso all'esplosivo che verrà utilizzato per la demolizione dello stadio, lo stesso tipo che è stato trovato nel garage di Terrence.
- Altri interpreti: Michael Muhney (Don Lamb), Daran Norris (Cliff McCormack), Jessy Schram (Hannah Griffith), Rick Peters (Tom Griffith), Aaron Ashmore (Troy Vandegraff), Michael Cera (Dean Rudolph), David Tom (Chip Diller), Alia Shawkat (Stacy Wells), Tayler Sheridan (Danny Boyd)

## Piano B
- Titolo originale: Plan B
- Diretto da: John Kretchmer
- Scritto da: Dayna Lynne North

### Trama
I PCHers fanno una telefonata anonima nella quale si dice che David "Curly" Moran è il responsabile dell'incidente del bus. Weevil dichiara di aver picchiato Curly per salvargli la vita - altrimenti il resto dei PCHers l'avrebbero buttato dalla scogliera.
Woody Goodman riceve uno spaventoso video girato all'interno della sua casa. Lui e Keith immaginano che il video sia stato mandato da qualcuno che sia contro l'incorporazione, ma il video è stato girato a novembre, mesi prima che Woody annunciasse il piano dell'incorporazione. Alla fine Woody dice a Keith che il responsabile è un precedente giardiniere arrabbiato, e informa l'investigatore di poter smettere di lavorare alla ricerca del colpevole.
Veronica e Logan contattano il vero uomo che la notte dell'uccisione di Felix chiamò il 911 dal ponte, ma l'uomo è riluttante a parlare poiché ha paura che i PCHers possano fare del male a sua moglie e suo figlio.
Weevil pensa che i Fitzpatrick abbiano ordinato l'uccisione di Felix perché avevano scoperto della relazione tra il ragazzo e Molly Fitzpatrick. Weevil pensa che Thumper sia il responsabile di quanto accaduto.
Logan prende un pezzo di carta su cui vi è la firma di Woody Goodman nell'ufficio di Woody mentre lavora come assistente.
Liam Fitzpatrick indirettamente ammette che la morte di Felix era stata orchestrata dalla sua famiglia. Egli dice infatti a Molly: "Dovresti essere contenta che Felix sia morto. Se tuo padre non fosse stato in prigione, l'avrebbe fatto egli stesso". Veronica e Weevil portano una registrazione di questa frase allo sceriffo Lamb il quale si rifiuta però di arrestare Thumper senza sufficienti prove. Questo fa sì che Weevil dia inizio al "Piano B".
Weevil sabota l'incontro di Thumper con i Fitzpatrick facendo loro credere che Thumper stia cercando di imbrogliarli tenendosi i soldi guadagnati dalla vendita della droga e destinati a loro.
Veronica parla con la moglie dell'uomo che chiamò il 911 dal ponte per convincerlo a parlare con lo sceriffo Lamb di quello che ha visto sul ponte. L'uomo rivela a Lamb di aver visto Thumper uccidere Felix.
Liam e i suoi amici picchiano Thumper e lo legano all'interno dei bagni dello stadio degli Shark. Un addetto ai lavori scopre la moto di Thumper all'interno dello stadio poco prima che questo sia demolito, ma non capisce che oltre la moto c'è anche Thumper all'interno. Woody dà l'ordine a Logan di azionare il detonatore e lo stadio crolla - con Thumper all'interno.
- Altri interpreti: Michael Muhney (Don Lamb), Krysten Ritter (Gia Goodman), James Molina (Eduardo "Thumper" Orozco), Tina Majorino (Cindy "Mac" Mackenzie), Annie Campbell (Molly Fitzpatrick), Tayler Sheridan (Danny Boyd), Rod Rowland (Liam Fitzpatrick), Brandon Hillock (Jerry Sacks), Steve Guttenberg (Woody Goodman)

## Incubi ricorrenti
- Titolo originale: I am God
- Diretto da: Martha Mitchell
- Scritto da: Diane Ruggiero e Cathy Belben

### Trama
Le vittime dell'incidente dell'autobus cominciano ad infestare i sogni di Veronica e la ragazza comincia così a pensare che sia arrivato il momento di cercare seriamente il responsabile.
Veronica ha letto le e-mail di Meg e ha scoperto che i suoi genitori stanno cercando di farla avvicinare al custode della Neptune High, Lucky.
Un flashback mostrato durante il primo incontro di Veronica con Lucky mostra che il ragazzo era coinvolto nell'incendio avvenuti al laghetto.
Keith scopre che la famiglia di Rhonda, vittima nell'incidente dello scuolabus, ha ottenuto 2 milioni di dollari in segreto dal Woody's Burgers, il cui proprietario è Woody Goodman.
In uno dei flashback di Beaver scopriamo che Cervando doveva un sacco di soldi a Liam Fitzpatrick e suo cugino.
Infine Keith e Veronica scoprono che il padre di Dick e Beaver Casablanca aveva assicurato una polizza sui figli pochi giorni dopo il suo matrimonio con Kendall; "Dick e Beaver valgono più da morti che da vivi".
- Altri interpreti: Alona Tal (Meg Manning), Jeremy Ray Valdez (Marcos Oliveres), James Jordan (Tommy "Lucky" Dohanic), Kayla Ewell (Angie Dahl), Luke Fryden (Peter Ferrer), Blythe Auffarth (Betina Marone), Paula Marshall (Rebecca James)

## L'auto assassina
- Titolo originale: Nevermind the buttocks
- Diretto da: Jason Bloom
- Scritto da: Phil Klemmer

### Trama
Veronica indaga su una Barracuda verde che ha ucciso il cane di un suo compagno di classe.
Keith scopre che se Beaver e Dick morissero simultaneamente, Kendall riceverebbe più di quanto si possa immaginare.
Veronica si confronta con Weevil riguardo al suo possibile coinvolgimento nell'incidente dello scuolabus. La ragazza ipotizza che Weevil intendeva far saltare in aria la limousine, ma invece la bomba era finita accidentalmente sul bus; Weevil era abbastanza vicino alla limousine da sapere quando fosse stata vicino alla scogliera e avrebbe potuto azionare la bomba con il suo cellulare senza che lei lo vedesse.
Veronica scopre inoltre che Kendall si trovava con Logan il giorno dell'incidente, ma che il ragazzo era stato cacciato "prima che le lenzuola si fossero asciugate", quindi la donna avrebbe potuto azionare la bomba.
Qualcuno nella Barracuda verde della nonna materna di Liam Fitzpatrick aveva mostrato il sedere a Gia, che si trovava sulla limousine, pochi minuti prima dell'incidente.
Woody aveva invece chiamato Gia pochi minuti prima dell'incidente per essere sicuro che lei sarebbe andata a prendere suo fratello Rodney alla lezione di piano.
Keith intanto scopre che Kendall non è chi dichiara di essere. In realtà si chiama Priscilla Banks, uccise la vera Kendal Shiflett e altri due in un incidente d'auto. Priscilla è proprietaria inoltre di una casa a Neptune. Il fratello di Liam, Cormac, era il complice di Kendall - i due insieme erano dei veri artisti nelle truffe fiscali e Kendall si fece incriminare sei mesi per frode al posto di Cormac. I Fitzpatrick devono quindi un favore a Kendall.
Weevil intanto aiuta i PCHers a tirarsi fuori dai guai con i Fitzpatrick minacciando Liam di pubblicare la lista di nomi noti e autorevoli, ricavati dal tagliere di Thumper fotocopiato da Veronica, ai quali Liam fornisce la droga.
Un muratore scopre una statuetta degli Oscar di Aaron Echolls nel giardino della proprietà dei Kane - sopra di essa vi vengono trovati il sangue di Lilly e i capelli di Duncan.
- Guest star: Charisma Carpenter (Kendall Casablancas)
- Altri interpreti: Tina Majorino (Cindy "Mac" Mackenzie), Krysten Ritter (Gia Goodman), Daran Norris (Cliff McCormack), Adam Hendershott (Vincent Clemmons), Rod Rowland (Liam Fitzpatrick), Matt Bush (Billy Greene), John Prosky (Ethan Lavoie), Tommy Snider (Harry Greene)

## Guardarsi alle spalle
- Titolo originale: Look who's stalking
- Diretto da: Michael Fields
- Scritto da: John Enbom

### Trama
Gia chiede aiuto a Veronica perché qualcuno la sta pedinando.
Veronica intanto scopre di avere la clamidia.
Logan intanto rivela che l'uomo che ha rubato la valigetta di Cliff assomiglia al compagno di cella di suo padre.
Woody assume Keith per aiutarlo a portare in ospedale una prostituta in overdose con la quale ha passato la notte. Keith viene fotografato mentre soccorre la donna e Woody gli addossa così le sue colpe. Keith decide però di raccontare la verità.
All'inizio dell'episodio, Veronica ricorda a Logan che dopo il loro diploma, loro probabilmente non si vedranno più. Durante un ballo scolastico-alternativo Logan dichiara a Veronica quanto gli manchi stare con lei e come il suo cuore sia spezzato. Veronica diventa nervosa e scappa. Il giorno seguente, realizza però che non vuole che lei e Logan non si parlino più, così si reca nell'hotel dove alloggia il ragazzo per rivelargli di non essere pronta a ricominciare una relazione, ma che vuole che rimangano un punto di riferimento l'uno per l'altra anche dopo il diploma. Quando Veronica scopre però che Kendall Casablanca si trova nella stanza e Logan le rivela di non ricordarsi nulla della notte precedente, lei comincia a piangere e si dirige all'ascensore. Lui la segue fino all'ascensore, ma Veronica evita lo sguardo del ragazzo e se ne va.
Gia riceve un video in DVD della partita di calcio di suo fratello. Veronica scopre che il video è stato girato da Tommy "Lucky" Dohanic, il custode della Neptune High che faceva parte dei Neptune Sharks, la squadra allenata da Woody. Lucky viene arrestato, ma la sua cauzione viene pagata dalla famiglia di Meg.
- Guest star: Charisma Carpenter (Kendall Casablancas)
- Altri interpreti: Jeffrey Sams (Terrence Cook), Michael Muhney (Don Lamb), Tina Majorino (Cindy "Mac" Mackenzie), Krysten Ritter (Gia Goodman), Adam Hendershott (Vincent Clemmons), Max Greenfield (Leo D'Amato), Steve Rankin (Lloyd Blankenship), James Jordan (Tommy "Lucky" Dohanic), Steve Guttenberg (Woody Goodman)

## Lo spensierato
- Titolo originale: Happy go Lucky
- Diretto da: Steve Gomer
- Scritto da: Diane Ruggiero

### Trama
Lucky provoca una sparatoria alla Neptune High e dopo essere stato atterrato da Wallace, viene ucciso da un uomo della sicurezza. Keith pensa che Lucky potrebbe aver posto una bomba nella casa di Goodman e informa lo Sceriffo Lamb. Lamb scopre così una bomba, identica a quella usata nell'incidente dello scuolabus, sotto l'auto di Woody.
Veronica trova un mail anonima intitolata "Uccidere l'incorporazione o altrimenti..." sul pc di Woody. La mail è la registrazione di una conversazione tra due ragazzi che furono molestati da bambini. Veronica scopre che i due ragazzi sono Peter Ferrer e Marcos Oliveres, due delle vittime dell'incidente dello scuolabus e ex giocatori della squadra Little League di Woody. Keith e Veronica capiscono così che Woody Goodman è un molestatore di bambini. Lamb arresta Woody, ma è costretto a rilasciarlo.
Infine Aaron Echool è dichiarato non colpevole per l'omicidio di Lilly Kane.
- Altri interpreti: Harry Hamlin (Aaron Echolls), Jeffrey Sams (Terrence Cook), Michael Muhney (Don Lamb), Krysten Ritter (Gia Goodman), Tina Majorino (Cindy "Mac" Mackenzie), James Jordan (Tommy "Lucky" Dohanic), John Prosky (Ethan Lavoie), Gil Birmingham (Leonard Lobo), Steve Guttenberg (Woody Goodman)

## Nessuna foto
- Titolo originale: No Pictured
- Diretto da: John Kretchmer
- Scritto da: Rob Thomas

### Trama
È finalmente giunto il tanto atteso giorno del diploma. Veronica, Mac, Logan e il resto dei loro compagni ricevono il diploma ad eccezione di Weevil che viene arrestato durante la cerimonia dallo sceriffo Lamb per l'omicidio di Eduardo "Thumper" Orozco. Mentre Keith trova Woody che però continua a sostenere di non essere coinvolto nell'incidente dello scuolabus, Veronica trova una foto della Little League di Woody e vede che vi è segnato anche il nome di Cassidy Casablanca tra i giocatori. Chiama così Hart Hanson, amico di Beaver, che mentre giravano i film di guerra, Beaver era responsabile dell'esplosivo ottenuto dal meccanico del padre, Curly Moran. Veronica manda così un sms a Mac con l'avviso di stare lontana da Beaver, ma il ragazzo intercetta il messaggio e dà appuntamento a Veronica, fingendosi Mac, sul tetto del Neptune Grand. Sul tetto, Beaver punta una pistola contro Veronica e la ragazza capisce così che Beaver ha ucciso Curly Moran perché Curly avrebbe potuto rivelare chi era il colpevole dell'incidente dello scuolabus. Dopo averlo ucciso, Beaver aveva scritto il nome di Veronica Mars sul palmo della mano di Curly per depistare le indagini. Veronica scopre inoltre che Beaver la stuprò al ballo di Shelly Pomroy due anni prima; lei ha infatti contratto la clamidia dal ragazzo che l'ha presa da Woody Goodman. Beaver rivela inoltre a Veronica di aver sistemato una bomba sull'aereo di Woody uccidendo così tutti i passeggeri. Veronica in breve capisce che su quell'aereo vi era anche suo padre. La ragazza non sa che lo Sceriffo Lamb ha chiesto che Keith fosse fatto scendere prima dall'aereo, salvandogli così la vita. Veronica riesce a mandare un messaggio a Logan che accorre sul tetto e atterra Beaver. Veronica prende così la pistola di Beaver e la punta contro l'assassino, ma Logan le chiede di non diventare un'assassina a sua volta. Beaver afferma di non avere nient'altro per cui debba vivere e si butta dal tetto suicidandosi.
Intanto Aaron si trova al Neptune Grand con Kendall. Quando la donna lascia la stanza, Aaron comincia a guardare un suo vecchio film. Nella stanza appare però Clarence Wiedman che uccide Aaron con una pistola munita di silenziatore. Wiedman chiama poi Duncan, che si trova in Australia con la figlia avuta da Meg, per comunicargli che "l'accordo è stato compiuto".
Kendall ottiene 8 milioni di dollari dal Phoenix Land Trust. Mostra i soldi alla Mars Investigazioni e dice a Keith di volerlo assumere. La donna apre così una valigetta per mostrarne il contenuto all'investigatore.
Infine Veronica e Logan ricominciano la loro relazione e mentre la ragazza si trova all'aeroporto ad aspettare il padre per partire nel loro viaggio per il suo diploma, Keith non si presenta.
- Guest star: Charisma Carpenter (Kendall Casablancas)
- Altri interpreti: Harry Hamlin (Aaron Echolls), Michael Muhney (Don Lamb), Tina Majorino (Cindy "Mac" Mackenzie), Ken Marino (Vinnie Van Lowe), Amanda Seyfried (Lilly Kane), Christopher B. Duncan (Clarence Wiedman), Corinne Bohrer (Lianne Mars), Jeremy Ray Valdez (Marcos Oliveres), Luke Fryden (Peter Ferrer), Erica Gimpel (Alicia Fennel), Steve Guttenberg (Woody Goodman)